# Aviron
Aviron – miejscowość i gmina we Francji, w regionie Normandia, w departamencie Eure.
Według danych na rok 1990 gminę zamieszkiwało 1136 osób, a gęstość zaludnienia wynosiła 155 osób/km² (wśród 1421 gmin Górnej Normandii Aviron plasuje się na 195. miejscu pod względem liczby ludności, natomiast pod względem powierzchni na miejscu 513.).